# Winning Group Arena
Die Winning Group Arena (ursprünglich Hala Rondo) ist eine Mehrzweckhalle im Stadtteil Staré Brno der zweitgrößten tschechischen Stadt Brünn (tschechisch Brno). Der kreisrunde Bau hat eine maximale Zuschauerkapazität von 7700 Besuchern.

## Geschichte
Die Grundsteinlegung für den Gebäudekomplex erfolgte 1972. Besondere Schwierigkeiten beim Bau wie fehlendes Material und ein sandiger Baugrund verzögerten die Fertigstellung. Die Eröffnung der Halle wurde 1982 durchgeführt. Seit 1998 trägt der HC Kometa Brno seine Heimspiele in der großen Eishalle aus. Zudem steht den Nutzern des Gebäudekomplexes eine zweite Eisfläche, die Hala Rondo II, für Trainingszwecke zur Verfügung.
Im August 2021 wurde das Maschinenbauunternehmen Winning Group neuer Namenssponsor der Halle.
Neben den Heimspielen des HC Kometa Brno wird die Halle auch für Motocross, Eisshows und Konzerte genutzt. Seit September 2023 erfolgt der Bau einer neuen Multifunktionshalle (Arena Brno) mit einer Kapazität von 13.300 Besuchern (12.714 bei Eishockey) auf dem Messegelände der Stadt. Die Fertigstellung ist für 2026 geplant.

## Galerie

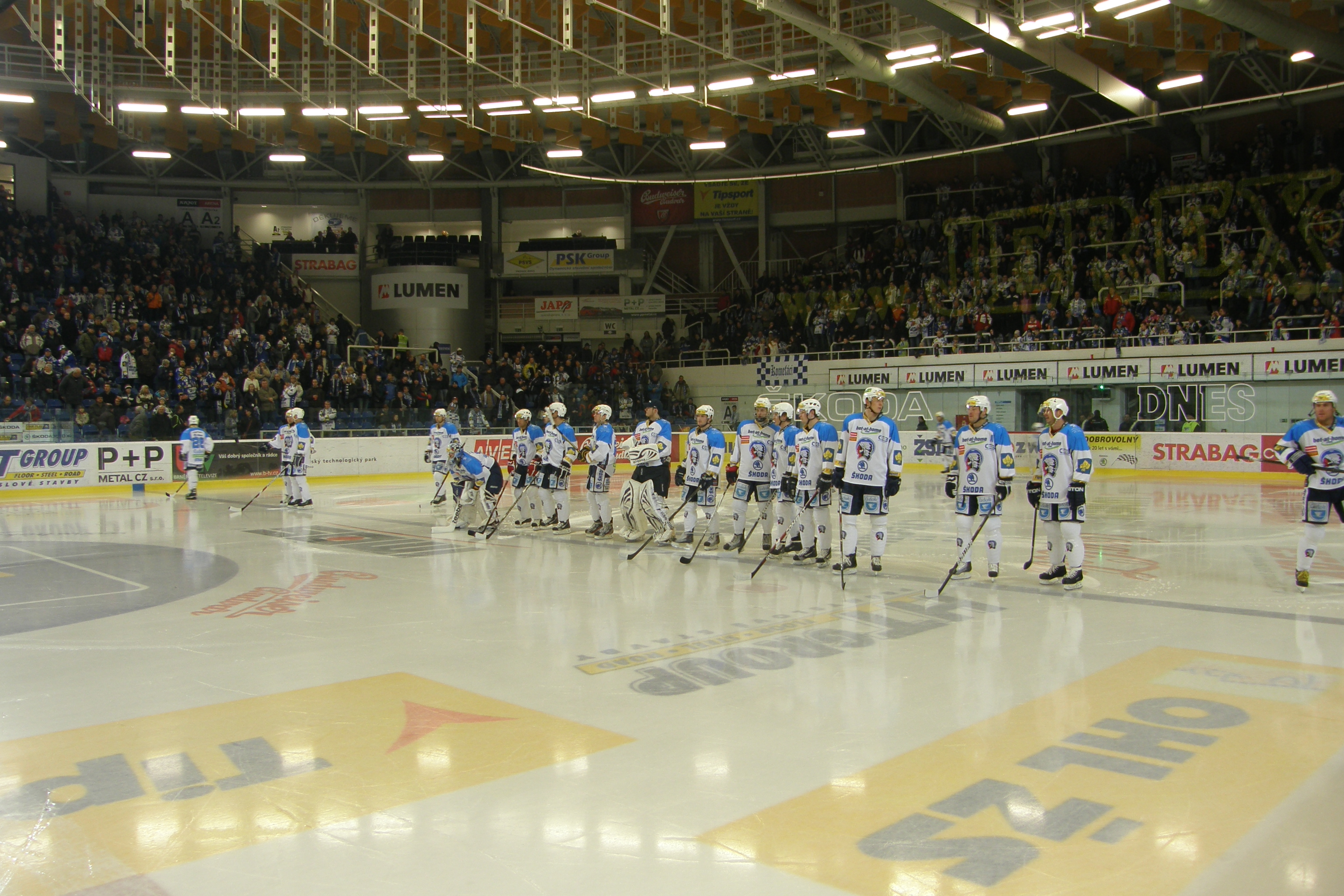
Die Halle mit Eisfläche
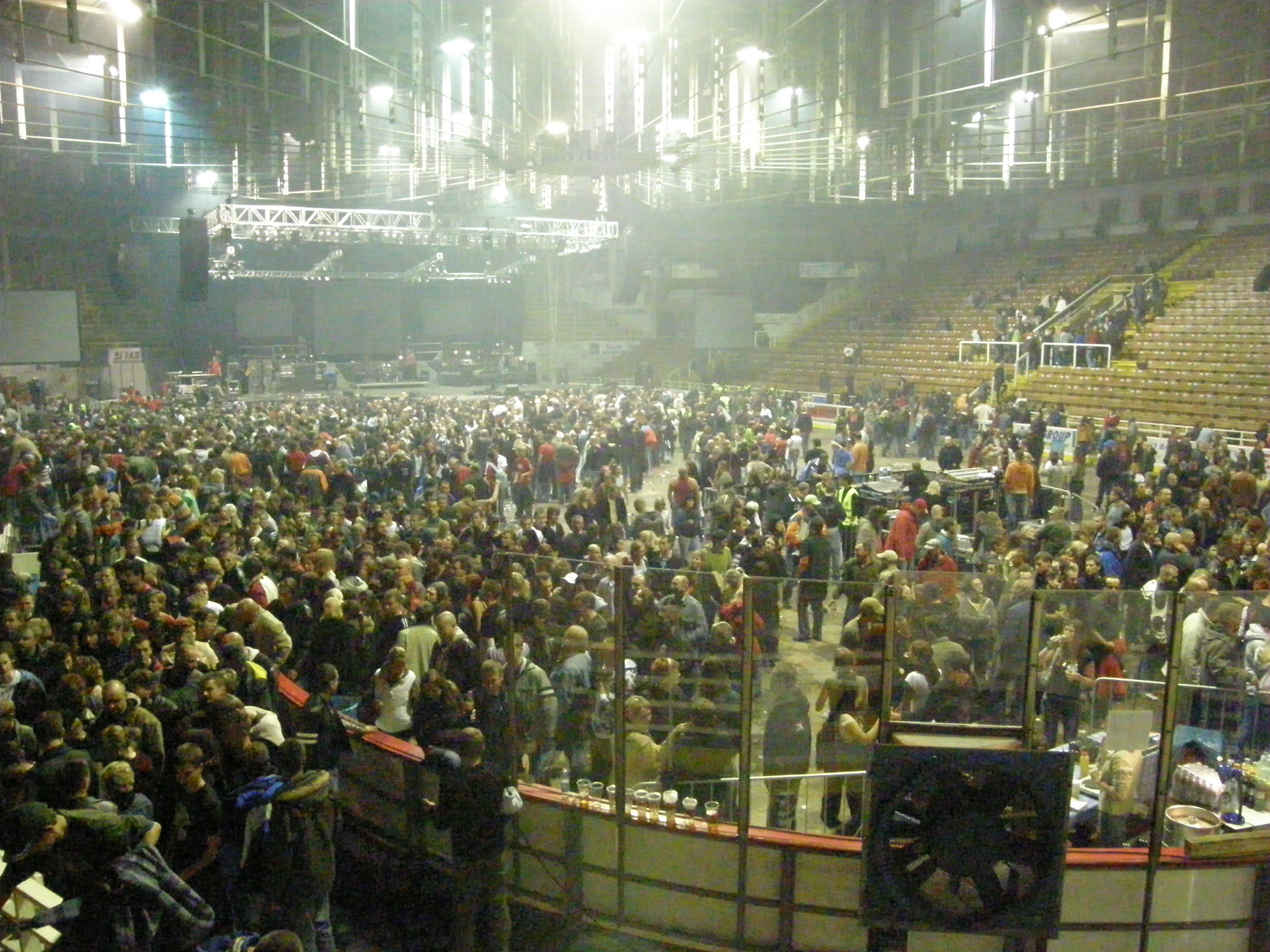
Die Halle während eines Konzerts